# Stalker (The Walking Dead)
«Acosador» —título original en inglés: «Stalker»— es el décimo episodio de la décima temporada de la serie de televisión The Walking Dead. Se estrenó el día 27 de febrero de 2020 en exclusividad para AMC Premium, por medio de pago para ver el episodio, el día 1 de marzo se estrenó para AMC en todo Estados Unidos. Fue dirigido por Bronwen Hughes y el guion estuvo a cargo de Jim Barnes. Fue estrenado el 2 de marzo de 2020 por la cadena Fox en España e Hispanoamérica. El episodio fue aclamado por la crítica.

## Trama
En Alexandría, Rosita se despierta de una pesadilla que involucra Beta matando a su hija. Gamma llega a las puertas de Alexandría y les explica a Gabriel y Rosita que sus amigos están atrapados en una cueva rodeada por la horda de caminantes de Alpha. Sospechan, pero Gamma explica que el bebé que dejaron era su sobrino y que haría cualquier cosa por volver a verlo. Gabriel le pide que le muestre la ubicación de la cueva en un mapa, pero Rosita la golpea y la golpea llamándola mentirosa y la encierran en una celda. Le preguntan a Gamma sobre Dante, pero ella dice que no estuvo involucrada en eso. Gabriel cree que está escondiendo algo y Gamma confiesa que ella mató a su hermana por Alpha. Creiéndola, Gabriel acepta su ayuda. En la sala de reuniones, Gamma explica a los sobrevivientes dónde está la cueva y les dice que el borde estará despejado ya que es demasiado largo para que Alpha lo defienda por completo.
Daryl acecha a un grupo de Susurradores y ve a Alpha entre ellos liderando una horda de caminantes. Los ataca y confronta a Alpha, pero ella lo hiere debajo de su ojo, nublando su visión con sangre. Luchan y Alpha apuñala a Daryl en la pierna con un cuchillo. Ambos huyen de la escena. Más tarde, Alpha llega a una estación de servicio abandonada donde Daryl se esconde. Ella comienza a hacer ruido para atraer a los caminantes. Daryl está gravemente herido pero puede defenderse contra los caminantes que se aproximan. Se ve obligado a sacar el cuchillo de su pierna para matar al último caminante, pero al hacerlo, comienza a perder grandes cantidades de sangre. En Alexandría, reciben la llamada de un puesto de vigilancia que está a tres kilómetros de la comunidad. Se les dice que se acerca una horda y que ya hay infiltrados dentro de Alexandría. Gabriel anuncia que Rosita y Laura deben asegurar la puerta con un grupo de apoyo y él se irá con otro grupo para matar a la horda en el camino a la cueva.
Por la noche, Beta se infiltra en Alexandría a través de túneles subterráneos que ingresan a través de una tumba. Beta mata a varios residentes, convirtiéndolos en caminantes. Beta va a la celda para encontrar a Gamma. Ella explica que la comunidad no es como Alpha les había dicho. Beta le exige que vaya con él, de lo contrario su muerte no será indolora. Laura, que era parte del equipo de Negan de Los Salvadores, lucha contra Beta mientras Gamma busca ayuda, pero Beta asesina a Laura. Beta va a la casa de los Grimes, pero Judith le dispara desde detrás de una puerta. Cae aparentemente muerto pero se descubre que este usa chaleco antibalas y Judith y RJ se escabullen de él, pero se despierta y atrapa a Gamma por la pierna, tropezando con ella y noqueándola. Rosita llega y lucha contra Beta. Ella logra lastimarlo, pero él obtiene el control de la pelea y el arma de Rosita luego la rompe. Gamma recoge uno de sus cuchillos y amenaza con quitarse la vida, mientras Beta se prepara para matar a Rosita. Gamma le dice a Beta que vaya a ella porque sabe que Alpha la quiere viva. Se rinde y se van juntos salvando a Rosita de una muerte segura. En el camino, se encuentran con Gabriel y su grupo que regresan después de encontrar a los exploradores y se dan cuenta de que los alejaban de Alexandría. Beta huye mientras Gamma se rinde inmediatamente tirada en el suelo, luego le dice a Gabriel que no fue responsable de lo que sucedió en Alexandría. Gabriel y su grupo la llevan de regreso a Alexandría con ellos.
En la estación de servicio, Alpha y Daryl están sucumbiendo a sus heridas cuando aparece Lydia. Se acerca a Alpha y le dice a Lydia que ha estado entrenando a Lydia para que se haga cargo cuando ella se haya ido. Lydia rechaza la oferta y Alpha continúa pidiéndole a Lydia que la mate. Lydia no lo hará y Alpha se desmaya de sus heridas. En Alexandría al día siguiente, los guardias revisan la tumba de Dante donde la puerta de acceso de Beta está dentro del recinto. Aaron llega y explica que no todos salieron de la cueva y que se habían separado. Rosita, Gamma (ahora Mary) y Judith se cargan con un grupo para regresar a Hilltop para que puedan atender a los heridos. Rosita deja a Coco con Gabriel porque estará más segura allí que en el camino. En el bosque, Lydia está cuidando a Daryl, quien primero pregunta cuánto tiempo había estado fuera. Lydia dice unas horas, luego Daryl pregunta si ella mató a Alpha. Ella le pregunta si podría matar a su propio padre sabiendo que su historia es similar. Alpha, de vuelta con la suya, les dice que la horda consumirá a sus enemigos, se bañará en sangre y sus gritos serán música para sus oídos. Luego les reitera "no amamos a nadie, somos libres, es el fin del mundo, somos el fin del mundo".

## Producción
El episodio presenta la aparición final de Lindsley Register como Laura, que había estado en el programa desde la séptima temporada en el episodio "The Cell".

## Recepción

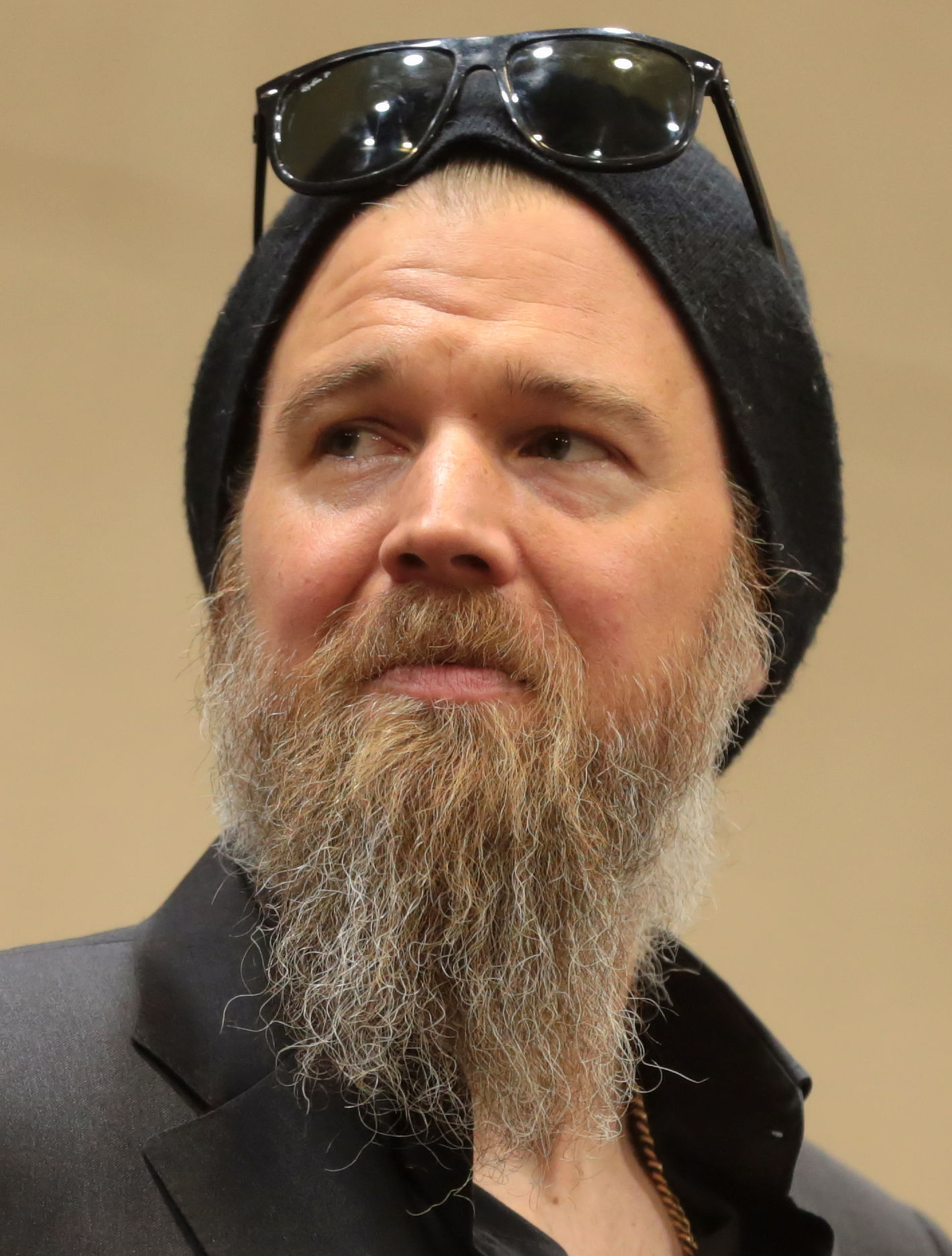
Ryan Hurst como Beta recibió críticas positivas por su actuación de película de terror.

### Recepción crítica
"Stalker" recibió elogios de la crítica. En Rotten Tomatoes, el episodio tiene una calificación de aprobación del 100% con un puntaje promedio de 7.88 sobre 10, basado en 13 revisiones. El consenso crítico del sitio dice: "Impulsado por una confrontación emocionante y brutal entre Daryl y Alpha, 'Stalker' muestra un punto de inflamación que pone los nervios de punta y hace que las tensiones de la Guerra de los Susurradores lleguen a ebullición."
Ron Hogan de Den of Geek! le dio al episodio una calificación de 4 sobre 5 y alabó el episodio y escribió: "La pelea con cuchillos entre Alpha y Daryl es bien filmada, lo suficientemente caótica con los caminantes y otros Susurradores como para disfrazar efectivamente la presencia de Alpha sin enturbiar la coreografía sólida". También comentó positivamente sobre Ryan Hurst como Beta, afirmando que "hace un trabajo brillante simplemente al acecho en el fondo de escenas como un verdadero tipo de Michael Myers".
Alex McLevy escribiendo para The A.V. Club le dio al episodio una calificación de "B" y elogió la dirección de Bronwen Hughes, escribiendo: "Ella sabe cómo cruzar entre ubicaciones y puntos de vista, aumentando el impulso y la intensidad sin sacrificar la coherencia o geografía espacial." 
Jeff Stone de IndieWire le dio al episodio un "A-" le dio al episodio una calificación de "A-" y escribió que el episodio "podría no decirnos qué está pasando con Connie, Magna o Carol, pero lo compensa con creces al ofrecer dos tramas tensas y emocionantes y aumentando la tensión de la Guerra de los Susurradores ".
Escribiendo para Vulture, Richard Rys elogió la escena de pelea entre Daryl y Alpha y escribió que "la pelea que sigue no decepciona". Alex Avard de GamesRadar+ le dio al episodio 2.5 / 5 estrellas y opinó el episodio "como otra serie de eventos bastante intrascendentes [que] se extienden en el transcurso de 45 minutos. Concluyó, escribiendo que el episodio" nos trató con algunos momentos fuertes de personajes. de Daryl, Beta y Gabriel, pero se reduce a sus rudimentos, y poco ha cambiado realmente en la dinámica de la guerra de Los Susurradores en general".

### Calificaciones
"Stalker" recibió una audiencia total de 3.16 millones y fue el segundo programa de cable mejor calificado de la noche.